# Estêvão de Gama (XVIe siècle)
Pour les articles homonymes, voir Gama.
Pour l’article ayant un titre homophone, voir Gamma.
Estêvão de Gama (en portugais : Estêvão da Gama ; v.1505-Lisbonne, 1576) est un navigateur et diplomate portugais, gouverneur de la Côte-de-l'Or portugaise de 1529 à 1532 et de l'Inde portugaise de 1540 à 1542.

## Biographie
Petit-fils d'Estêvão da Gama, deuxième fils de Vasco de Gama et frère de Christophe de Gama, il commande la flotte qui entre en mer Rouge dans le but de combattre l'Empire ottoman à Suez (1540-1541) et de détruire la flotte d'Ahmed Gragn.
Il passe ainsi à Goa (31 décembre 1540), puis Aden (27 janvier 1541) et atteint Massawa le 12 février. Son plan d'attaque déjoué, il est contraint de rebrousser chemin, s'arrête à El-Tor puis regagne Massawa.
Lors de son trajet le long de la côte de la mer Rouge, il cartographie avec précision les lieux et marque la position exacte de tous les ports.

## Cinéma
Il apparaît dans le film indien Urumi, Alexx O'Nell (en) incarnant le rôle.